# Yaeprimus isigaabeus
Yaeprimus isigaabeus är en tvåvingeart som beskrevs av Sasa och Suzuki 2000. Yaeprimus isigaabeus ingår i släktet Yaeprimus och familjen fjädermyggor. Inga underarter finns listade i Catalogue of Life.